# La paradoja de Antares
La paradoja de Antares es una película dramática de ciencia ficción española de 2022 dirigida, escrita y filmada por Luis Tinoco en su debut como director de largometrajes. Está protagonizada por Andrea Trepat.

## Trama
La ficción se desarrolla en una única sala, en la que participa la dedicada astrofísica Alexandra Baeza, quien interactúa vía teléfono y vídeo con el resto de personajes. Alexandra está trabajando en una filial española del proyecto SETI. Al recibir una señal del sistema Antares que podría presagiar la confirmación de inteligencia extraterrestre (y que ella debe verificar), recibe la noticia de que su padre está a las puertas de la muerte. Se enfrenta al dilema de si se debe dar prioridad a su carrera o a la familia.

## Reparto
- Andrea Trepat - Alexandra Baeza[5]
- Aleida Torrent - Ana[1]
- Jaume de Sans[5] - Manel Baeza
- David Ramírez - Fernando[1]
- Ferrán Vilajosana - Dani[1] - Dani
- José Luis Crespo

## Producción
Producida por el equipo de VFX Onirikal Studio, La paradoja de Antares es el primer largometraje de Luis Tinoco, un artista de efectos visuales. Tinoco también escribió el guion; Bataller compuso la música y Frank Gutiérrez trabajó en el montaje cinematográfico. El rodaje duró tres semanas y se desarrolló en un set preparado dentro de las instalaciones de la productora.

## Estreno
La película tuvo su estreno mundial en el Fantastic Fest con sede en Austin en septiembre de 2022. También llegó al cartel 'Nuevas Visiones' del 55.º Festival de Cine de Sitges (para su estreno europeo). Se estrenó en cines en España en junio de 2023.